# Cyraneczka auklandzka
Cyraneczka auklandzka (Anas aucklandica) – gatunek średniej wielkości nielotnego ptaka z rodziny kaczkowatych (Anatidae). Występuje endemicznie na Wyspach Auckland na południe od Nowej Zelandii. Jest uznawana za gatunek bliski zagrożenia.

## Systematyka
Gatunek został opisany naukowo przez George’a R. Graya w 1844 roku. Autor nadał mu nazwę Nesonetta aucklandica, a jako miejsce typowe wskazał Wyspy Auckland. Obecnie gatunek umieszczany jest w rodzaju Anas. Nie wyróżnia się podgatunków. Ptaki te są blisko spokrewnione z cyraneczką południową (A. nesiotis) i nieco dalej z cyraneczką rdzawą (A. chlorotis). Te trzy taksony tworzą jeden klad, a w przeszłości wymienione gatunki były uznawane za podgatunki cyraneczki auklandzkiej; cyraneczka auklandzka i południowa wywodzą się od cyraneczki rdzawej z głównych wysp Nowej Zelandii. Pomimo zewnętrznego podobieństwa nie łączy ich bliższe pokrewieństwo z cyraneczką szarą (Anas gibberifrons).

## Charakterystyka
Cyraneczka auklandzka jest małą kaczką, wielkości cyraneczki zwyczajnej, mierzy od 36 do 48 cm. Upierzenie u obu płci, a także u piskląt jest ciemnobrązowe. Głowa i grzbiet kaczora opalizuje na zielono, pierś jest ciemnokasztanowa, pióra na bokach ciała mają dwa kontrastujące odcienie brązu; kaczory mają też rozmazaną białą plamę u nasady kupra. Kaczki są jednolicie ciemnobrązowe. Ptaki obu płci mają wyraźną białą obwódkę dookoła ciemnobrązowego oka, ciemnoszary dziób, nogi i płetwy. Skrzydła są bardzo krótkie, lotki pierwszorzędowe sięgają tylko do połowy długości ciała. Kaczki te można odróżnić od bardzo podobnej (choć nieco mniejszej i ciemniejszej) cyraneczki południowej przede wszystkim na podstawie miejsca występowania. Masa ciała dorosłego kaczora to 500–620 g, a kaczki 409–560 g. W niewoli dożywają 12 lat.

## Zachowania
Cyraneczka auklandzka jest aktywna głównie o zmierzchu i nocą, choć nierzadko zdarza się jej także wygrzewać w słońcu, o ile tylko w pobliżu dostępne jest schronienie lub ptak ma nieograniczone pole widzenia. Jej upierzenie pełni rolę maskującą, kiedy ptak poszukuje pożywienia wśród wyrzuconych na brzeg brunatnic. Ukrywa gniazda w gęstej roślinności porastającej wybrzeża, jest spotykana w strefie międzypływowej, wzdłuż strumieni i nad słodkowodnymi jeziorami w odległości do 200 m od wybrzeża, tam gdzie roślinność formacji tussock i turzycowate zapewniają jej schronienie. Ptaki te są głównie mięso- i owadożerne; zjadają morskie bezkręgowce, głównie kraby i mięczaki, oraz stawonogi lądowe. Jedzą także glony.
Cyraneczka auklandzka nie umie latać, co jest cechą bardzo rzadko spotykaną wśród kaczek. Innymi nielotnymi kaczkami są tylko cyraneczka południowa i torpedówki (rodzaj Tachyeres) z południowego krańca Ameryki Południowej.

### Lęgi
Cyraneczki auklandzkie są monogamiczne i silnie terytorialne, samotne ptaki żyją pomiędzy terytoriami utrzymywanymi przez pary lub tworzą małe stada w miejscach, gdzie wiatr znosi wyrzucone na brzeg wodorosty. W lęgu znajduje się od 1 do 6 jaj (średnio 3,4) o bladopłowej skorupce. Jaja mają rozmiary 65×45 mm, są składane od listopada do lutego. Inkubacja jaj trwa 30–35 dni. Tylko samica zajmuje się wysiadywaniem jaj. W naturze pisklęta osiągają niezależność po 60–70 dniach, a po roku mogą przystąpić do rozrodu.

## Status i ochrona
W Czerwonej księdze gatunków zagrożonych IUCN cyraneczka auklandzka od 2021 roku jest klasyfikowana jako gatunek bliski zagrożenia (NT, Near Threatened); wcześniej, od 1996 roku była uznawana za gatunek narażony (VU, Vulnerable).
Cyraneczki auklandzkie żyją w grupie Wysp Auckland. Są spotykane na siedmiu wyspach archipelagu: Adams, Enderby, Disappointment, Ewing, Rose, Dundas i Ocean. Dawniej występowały także na głównej wyspie archipelagu, Wyspie Auckland, ale wyginęły ze względu na obecność zdziczałych kotów i świń introdukowanych przez ludzi. Obecność lądowych drapieżników nie pozwala kaczkom powrócić na główną wyspę. Na Wyspy Auckland nie dotarły szczury, które na Wyspach Campbella doprowadziły pokrewną cyraneczkę południową na skraj wyginięcia, zanim je wytępiono. Wytępienie zdziczałych kotów i świń na Wyspie Auckland jest planowane w nieokreślonej przyszłości. Introdukowane na wyspy króliki spowodowały degradację siedlisk trawiastych i szuwarowych; wytępienie w 1993 roku królików na wyspach Enderby i Rose doprowadziło do wzrostu tamtejszych populacji cyraneczki auklandzkiej.
W latach 80. XX wieku oceniano, że liczebność cyraneczki auklandzkiej to co najmniej 500 dorosłych ptaków, ale dużo mniej niż 1200; w 2021 roku liczebność szacowano na 330–1700 dorosłych osobników, ale najprawdopodobniej więcej niż 1000. BirdLife International uznaje trend liczebności populacji za stabilny. Zagrożeniem dla cyraneczki auklandzkiej pozostaje możliwość rozprzestrzenienia inwazyjnych ssaków na wyspy zamieszkiwane przez te ptaki, możliwość przyniesienia chorób przez ptaki wędrowne, a także możliwość zawleczenia szczurów na Wyspy Auckland. Jako że gatunek ten zamieszkuje siedem wysp, szansa jego równoczesnego wyginięcia na wszystkich wyspach jest niewielka.